# Capitão Abu Raed
Capitão Abu Raed (Inglês: Captain Abu Raed, Árabe: كابتن أبو رائد) é um filme jordano de 2007 dirigido e escrito por Amin Matalqa. Foi a primeira longa-metragem produzida na Jordânia durante um período de mais de 50 anos. A Comissão Real de Cinema de Jordânia deu o aval a Capitão Abu Raed para ser apresentado aos 81.º Prémio da Academia, onde foi considerado o Melhor Filme de Língua Estrangeira, o primeiro apresentado pela Jordânia. O filme ganhou prémios em numerosos festivais de cinema como o Festival de Cinema de Sundance, o Festival de Cinema de Heartland e o Festival Internacional de Cinema de Dubai. Em 2008, foi projectado no Festival Internacional de Cinema de Jerusalém.

## Produção
A maioria das cenas exteriores do filme filmaram-se nas ruínas romanas de Ammán, em Jabal al-Qal'a. O "Making of Captain Abu Raed" da versão ocidental do DVD assinala ainda que o trama do filme se leva a cabo completamente em Ammán e no aeroporto, e a comunidade que rodeia a casa de Abu Raed foi gravado na vizinha cidade velha de As-Salt.
Ainda que a data exacta, na que sucede o filme, nunca é especificado por nenhuma nota ou personagem, o uso de números árabes orientais nas placas de veículos implica que o filme tem lugar no passado, como uma lembrança da juventude do Murad adulto. A Jordânia passou do sistema de numeração árabe oriental aos algarismos indo-arábicos regulares nos anos noventa.
O elenco esteve formado por um conjunto de actores profissionais e um grupo de meninos escolhidos mediante cástings de acampamentos de refugiados palestinianos.

## Elenco
- Nadim Sawalha – Abu Raed
- Rana Sultan – Nour
- Hussein Al-Sous – Murad
- Udey Al-Qiddissi – Tareq
- Ghandi Saber – Abu Murad
- Dina Ra'ad-Yaghnam – Um Murad

## Prémios

### Festival Internacional de Cinema de Dubai
| Ano  | Categoria                  | Receptor      | Resultado |
| ---- | -------------------------- | ------------- | --------- |
| 2007 | Prémio Muhr– Melhor Actor: | Nadim Sawalha | Vencedor  |

### Festival Internacional de Cinema de Durban
| Ano  | Categoria                      | Receptor     | Resultado |
| ---- | ------------------------------ | ------------ | --------- |
| 2008 | Melhor primeiro longa-metragem | Amin Matalqa | Vencedor  |

### Festival de Cinema de Heartland
| Ano  | Categoria                          | Receptor     | Resultado |
| ---- | ---------------------------------- | ------------ | --------- |
| 2008 | Crystal Heart Award – Melhor filme | Amin Matalqa | Vencedor  |
| 2008 | Grande Prémio à Dramática          | Amin Matalqa | Vencedor  |

### Festival de Cinema de Newport Beach
| Ano  | Categoria                      | Receptor      | Resultado |
| ---- | ------------------------------ | ------------- | --------- |
| 2008 | Prémio do júri - Melhor actor  | Nadim Sawalha | Vencedor  |
| 2008 | Prémio do júri - Melhor actriz | Rana Sultan   | Vencedor  |

### Festival Internacional de Cinema de Seattle
| Ano  | Categoria                                     | Receptor     | Resultado |
| ---- | --------------------------------------------- | ------------ | --------- |
| 2008 | Prémio Golden Space Needle ao melhor director | Amin Matalqa | Vencedor  |

| Ano  | Categoria                                              | Receptor     | Resultado |
| ---- | ------------------------------------------------------ | ------------ | --------- |
| 2008 | Prémio do público - Cinema Internacional - Drama       | Amin Matalqa | Vencedor  |
| 2008 | Grande Prémio do Jurado - Cinema Internacional - Drama | Amin Matalqa | Nomeado   |